# Cármenes
Cármenes ist eine Gemeinde mit 333 Einwohnern (Stand: 2024) im nordwestlichen Zentral-Spanien in der Provinz León in der Autonomen Gemeinschaft Kastilien-León. Die Gemeinde besteht neben dem gleichnamigen Hauptort Cármenes aus den Ortschaften und Weilern Almuzara, Campo, Canseco, Felmín, Genicera, Gete, Getino, Lavandera, Pedrosa, Piedrafita, Piornedo, Pontedo, Rodillazo, Tabanedo, Valverdín und Villanueva de Pontedo.

## Geografie
Cármenes liegt etwa 50 Kilometer nördlich von León in einer Höhe von ca. 1160 m. 

## Bevölkerungsentwicklung
| Jahr        | 1900 | 1950 | 1970 | 1981 | 1991 | 2001 | 2011 | 2021 |
| ----------- | ---- | ---- | ---- | ---- | ---- | ---- | ---- | ---- |
| Einwohner   | 2246 | 1632 | 900  | 702  | 563  | 441  | 436  | 335  |
| Quelle: INE |      |      |      |      |      |      |      |      |

## Sehenswürdigkeiten
- Martinskirche in Cármenes

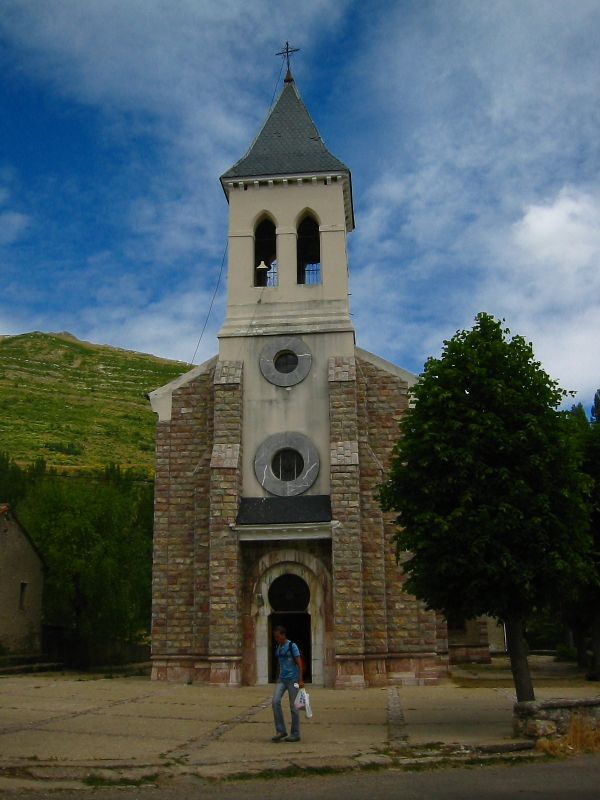
Martinskirche